# Robledillo (Toledo)
Robledillo es una pedanía perteneciente al municipio español de Robledo del Mazo, en la provincia de Toledo. Está situada en los montes de Toledo.

## Historia
La pedanía, situada a unos 900 m sobre el nivel del mar, es la de mayor altitud del valle del río Gévalo, además de la menos poblada.
Surgió como una antigua labranza de Robledo del Mazo. El fundador de la pedanía fue Cirilo Galán. La fundación data del año 1750 aproximadamente.

## Fauna y flora
En esta zona hay una agricultura ya casi inexistente. Es importante destacar la caza mayor por su enclave geográfico.

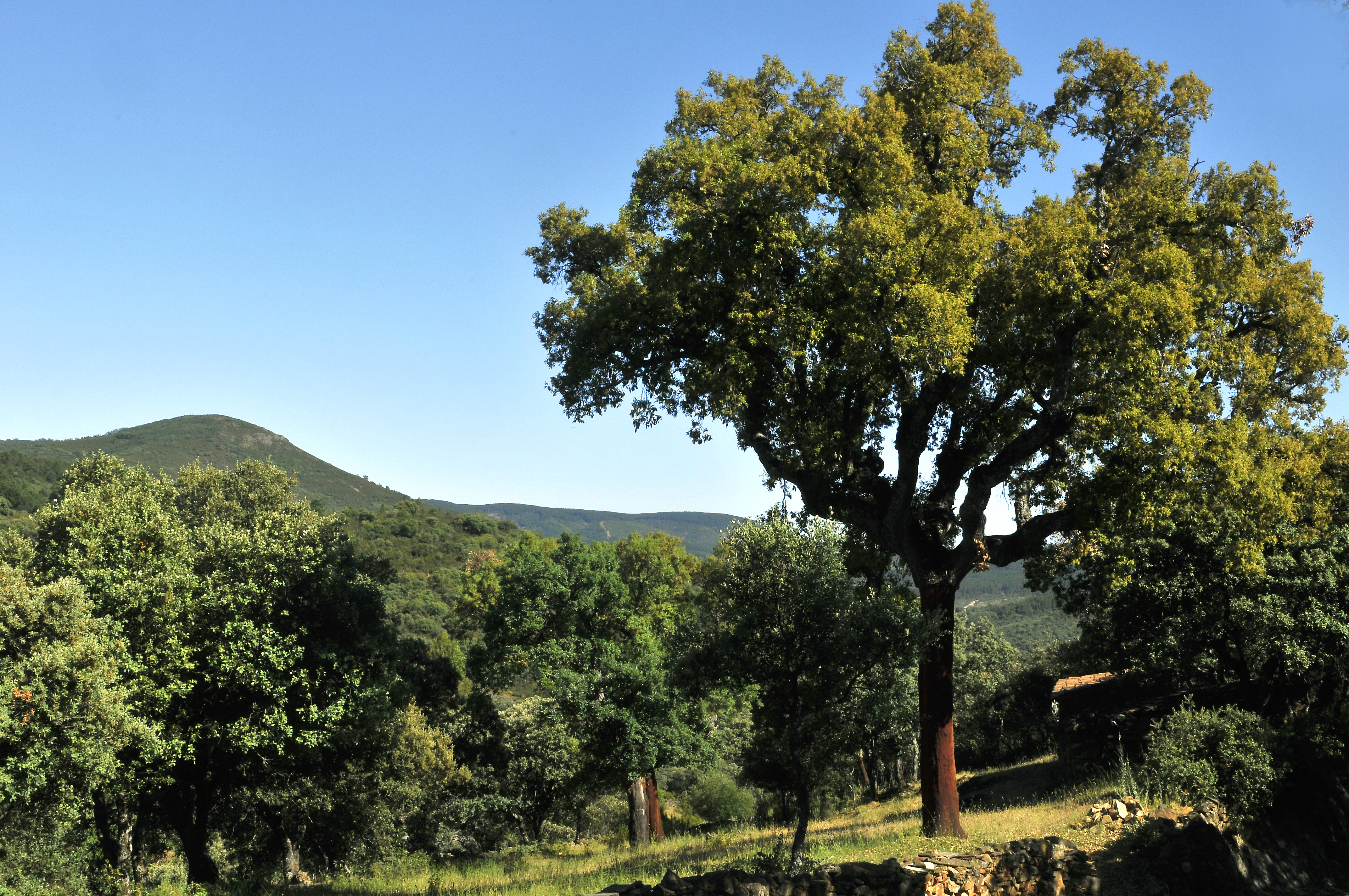
Alcornorques en el entorno de la localidad

La flora predominante de esta zona es el alcornoque, la encina, castaños y, por supuesto, el roble, aunque lo que más predomina en el paisaje es la jara.
La fauna predominante en esta zona es el ciervo, el corzo y el jabalí.
Geográficamente la pedanía tiene interés por el entorno natural. Predominan los canchales en la zona. 

## Urbanismo
El valle del río Gévalo cuenta con distintas rutas; la ruta que transcurre por la pedanía es la ruta n.º3 "Sendero local al collado del granduño-vallesur".
El tipo de edificación local son las casas de piedra encaladas y recibidas con barro.

## Demografía
A fecha 1 de enero de 2015 contaba con 13 habitantes según los datos oficiales del INE.

## Fiestas
Su patrona es la Virgen María Auxiliadora, por eso la fiesta local es el día 24 de mayo, pero se celebra otra fiesta a mediados del mes de agosto; en estas fiestas se saca a la patrona por el pueblo.

## Servicios públicos
La pedanía cuenta con iglesia, piscina y cementerio propio. Otro servicio del que se puede disfrutar es del autobús que pasa por la pedanía los miércoles y viernes.